# ليون (مغنية)
ليون (بالسويدية: LÉON)‏ هي مغنية وكاتبة غنائية سويدية، ولدت في 1994 في ستوكهولم في السويد.

## وصلات خارجية
- ليون على موقع IMDb (الإنجليزية)
- ليون على موقع ميوزك برينز (الإنجليزية)
- ليون على موقع ميوزك برينز (الإنجليزية)
- ليون على موقع أول ميوزيك (الإنجليزية)
- ليون على موقع ديسكوغز (الإنجليزية)
- ليون على موقع قاعدة بيانات الفيلم (الإنجليزية)